# Seiji Ozawa

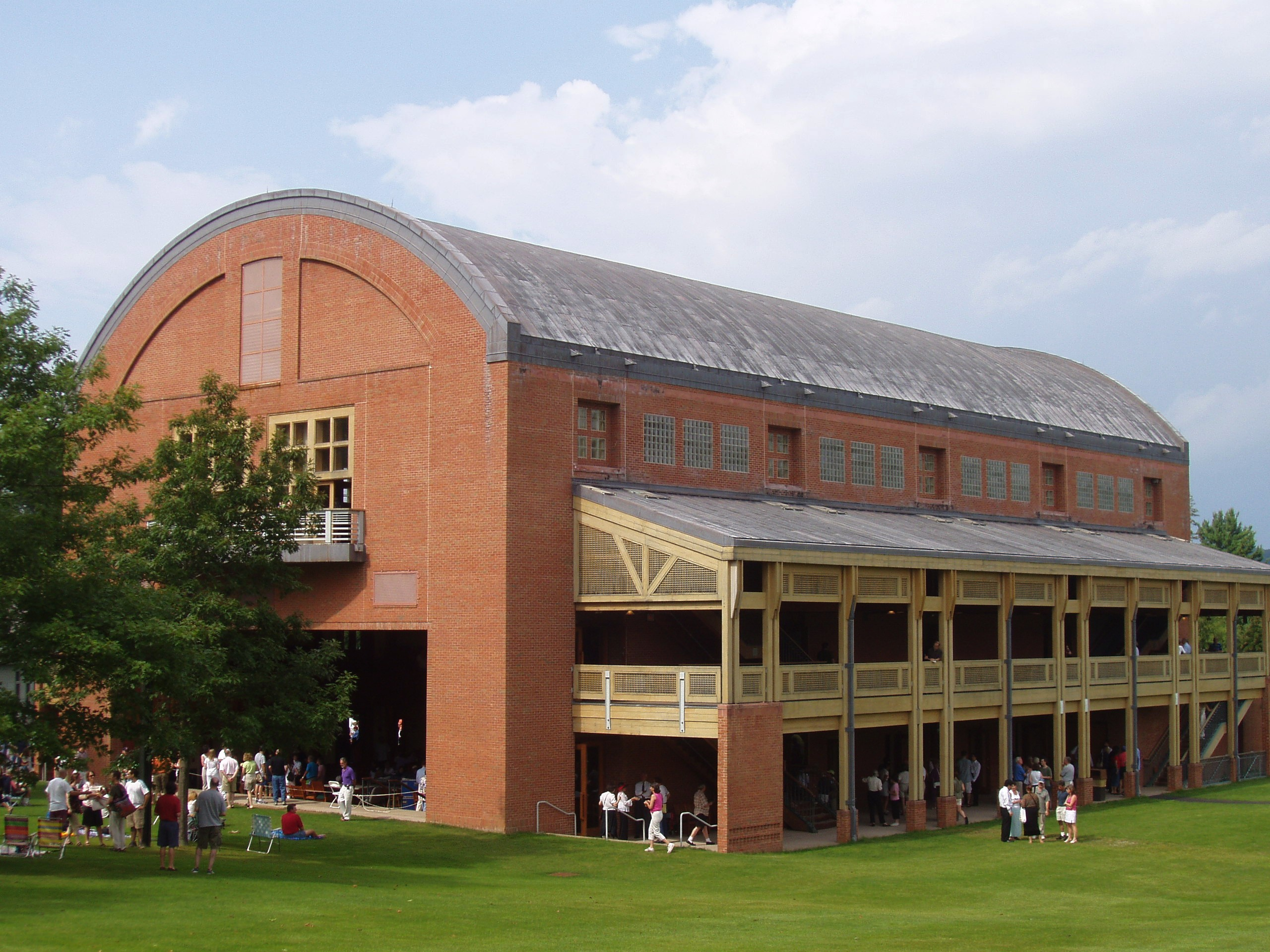
Seiji Ozawa Hall w Tanglewood
w Massachusetts

Seiji Ozawa (jap. 小澤 征爾 Ozawa Seiji; ur. 1 września 1935 w Shenyang, zm. 6 lutego 2024 w Tokio) – japoński dyrygent.

## Życiorys
Rodzina artysty powróciła z Mandżurii do Japonii w 1944. Ozawa uczył się grać na fortepianie od najwcześniejszych lat. W późniejszym okresie został absolwentem Toho Gakuen School of Music w Tokio w klasie kompozycji i dyrygentury.
W 1959 wygrał konkurs dyrygencki w Besançon we Francji i dzięki temu został zaproszony przez Charles'a Müncha, ówczesnego szefa Bostońskiej Orkiestry Symfonicznej, do uczestnictwa w szkole letniej Tanglewood Music Center w Stanach Zjednoczonych. Ozawa zdobył tam główną nagrodę im. Siergieja Kusewickiego dla wybitnego studenta (1960).
Następnie rozpoczął naukę u Herberta von Karajana w Berlinie Zachodnim. W latach 1962–1963 asystował Leonardowi Bernsteinowi w Nowym Jorku. Później został dyrygentem orkiestr symfonicznych w Toronto, San Francisco, Bostonie i Wiedniu. Przez wiele lat współpracował z Operą Wiedeńską. W 2002 dyrygował koncertem noworocznym filharmoników wiedeńskich.
Nagrał kilkadziesiąt płyt, głównie w firmie fonograficznej Sony Classical.
Doctor honoris causa m.in. Uniwersytetu Harvarda, University of Massachusetts Amherst, National University of Music Bucharest (2002) i Uniwersytetu Paryskiego (2004).

## Odznaczenia i nagrody
- Nagroda Asahi (1965, Japonia)[3]
- Zasłużony dla kultury (2001, Japonia)[4]
- Order Kultury (2008, Japonia)
- Praemium Imperiale (2011, Japonia)
- Austriacki Krzyż Honorowy Nauki i Sztuki I klasy (2002, Austria)[5]
- Wielka Srebrna Odznaka Honorowa za Zasługi dla Republiki Austrii (2009, Austria)[5]
- Kawaler Legii Honorowej (1998, Francja)
- Nagroda im. Siergieja Kusewickiego (1960, Stany Zjednoczone)
- Suntory Music Award (2002, Japonia)[6]
- Krzyż Komandorski Orderu Gwiazdy Rumunii (2002, Rumunia)[7]
- Order Przyjaźni (2011, Federacja Rosyjska)
- Nagroda Grammy for Best Opera Recording (2016, Stany Zjednoczone)